# Stazione di Castelletto Ticino
La stazione di Castelletto Ticino è una fermata ferroviaria posta sulla linea Novara-Pino, a servizio dell'omonimo comune
È gestita da Rete Ferroviaria Italiana.

## Storia
La stazione fu aperta nel 1882 e disponeva di due binari passanti più lo scalo merci. Il 26 febbraio 2012 fu declassata a fermata.

## Movimento
Fino al 13 dicembre 2013, la stazione era servita da due coppie di treni sul percorso Novara(Fs)-Laveno e da una coppia di treni sul percorso Novara(Fs)-Sesto Calende.
Tutti i treni erano classificati come treni regionali (R) ed erano effettuati da Trenitalia per conto della Regione Piemonte.
Da quella data, la fermata risulta priva di traffico passeggeri.

## Strutture e impianti
È presente un fabbricato viaggiatori a due piani in classico stile ferroviario, che ad oggi risulta chiuso.
La Stazione, prima della trasformazione in fermata, disponeva di 3 binari e di alcuni tronchini per il carico/scarico merci. L'impianto era del tipo con scambi a chiave e un apparato ADM. In seguito, per via della semplificazione degli impianti (è stato soppresso il binario centrale per consentire la realizzazione di un marciapiede di larghezza regolamentare), attuata da RFI dai primi anni 2000, per sostituire il sistema di blocco con il Bca e impresenziare gli impianti, si è deciso di sopprimere l'impianto (unico rimasto nel tratto Oleggio-Sesto Calende, dopo la soppressione di Pombia), provvedimenti attuati con la circolare di trasformazione in fermata di cui sopra.